# Patrick Kieran Lynch
Patrick Kieran Lynch SS.CC. (Cork, 27 de abril de 1947) é um clérigo católico romano irlandês e bispo auxiliar emérito em Southwark.

## Biografia
Patrick Lynch começou sua formação eclesiástica em 1964, no noviciado da Congregação dos Sagrados Corações de Jesus e Maria em Cootehill, Condado de Cavan. Em 23 de agosto de 1965, ele fez sua profissão religiosa na Congregação dos Sagrados Corações em Maynooth, Condado de Kildare. Estudou Filosofia e teologia nos Estados Unidos no seminário administrado pela ordem, em Jaffrey, onde obteve um Diploma em Filosofia em 1967. De 1967 a 1971, frequentou a Washington Theological Union, em Washington, DC, onde obteve mestrado em Teologia.
Em 21 de julho de 1972, foi ordenado sacerdote pelo Arcebispo de Los Angeles Timothy Manning, na Igreja dos Santos Finbarr e Ronan, Ballingeary, Condado de Cork. Após a ordenação, ele completou um ano de estudos na Richmond Fellowship, em Londres, obtendo um Diploma em História da Igreja, e depois foi designado para trabalhar na paróquia de All Souls, Peterborough, onde permaneceu por dois anos. Sua próxima mudança foi para a paróquia de Nossa Senhora e Santo Agostinho, Daventry, na diocese de Northampton, onde serviu por nove anos, primeiro como padre assistente e depois como pároco. Foi nessa época que ele se envolveu como padre de equipe no 'Engaged Encounter Movement'.
Em 1984, Padre Patrick foi transferido para Londres como diretor da casa de formação da ordem em Londres. Ao mesmo tempo, completou um mestrado em Teologia Pastoral no Heythrop College. Em 1987, ele foi nomeado pároco de Nossa Senhora de Lourdes em Acton, na Arquidiocese de Westminster, onde serviu por dois anos como Vigário para Religiosos para a Área Oeste da Diocese. Durante esse tempo, ele foi uma das várias pessoas instrumentais na criação da 'Emmaus House' – Acton Homeless Concern – um projeto paroquial para pessoas sem-teto. Em 1992, foi eleito provincial da província irlandesa-inglesa da Congregação. Ao terminar seu mandato como provincial em 1998, foi para a Arquidiocese de Southwark, servindo na paróquia de São Tomé Apóstolo, Nunhead. Seu ministério e envolvimento com muitas comunidades migrantes levaram à sua nomeação para a comissão de missão da Congregação no ano 2000. A partir de 2001, até sua nomeação episcopal, serviu como Vigário Episcopal para religiosos dentro da Arquidiocese. Em 2003, ele foi nomeado pároco de São Chade, South Norwood.

### Episcopado
O Papa Bento XVI nomeou-o bispo auxiliar em Southwark e bispo titular de Castrum em 28 de fevereiro de 2005. O Arcebispo de Southwark, Kevin John Patrick McDonald, ordenou-o bispo em 14 de fevereiro do ano seguinte, na Catedral de São Jorge de Southwark; os principais co-consagradores foram John Franklin Meldon Hine, bispo auxiliar em Southwark, e Michael George Bowen, arcebispo emérito de Southwark.
O Papa Francisco aceitou a sua renúncia antecipada em 28 de novembro de 2020.